# Rio Fizeş (Bârzava)
O Rio Fizeş é um rio da Romênia, afluente do Bârzava, localizado no distrito de Caraş-Severin.